# Coccoloba mollis
Coccoloba mollis là một loài thực vật có hoa trong họ Rau răm. Loài này được Casar. mô tả khoa học đầu tiên năm 1844.